# Честер (Тексас)
Честер (енгл. Chester) град је у америчкој савезној држави Тексас. По попису становништва из 2010. у њему је живело 312 становника.

## Демографија
Према попису становништва из 2010. у граду је живело 312 становника, што је 47 (17,7%) становника више него 2000. године.
| Група             | 2000.       | 2010.       |
| Белци             | 254 (95,8%) | 295 (94,6%) |
| Афроамериканци    | 0 (0,0%)    | 4 (1,3%)    |
| Азијати           | 1 (0,4%)    | 0 (0,0%)    |
| Хиспаноамериканци | 9 (3,4%)    | 12 (3,8%)   |
| Укупно            | 265         | 312         |